# Geschiedenis van Breda

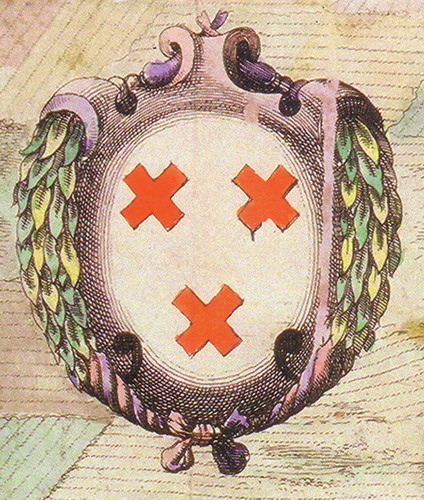
17e-eeuws wapen van Breda

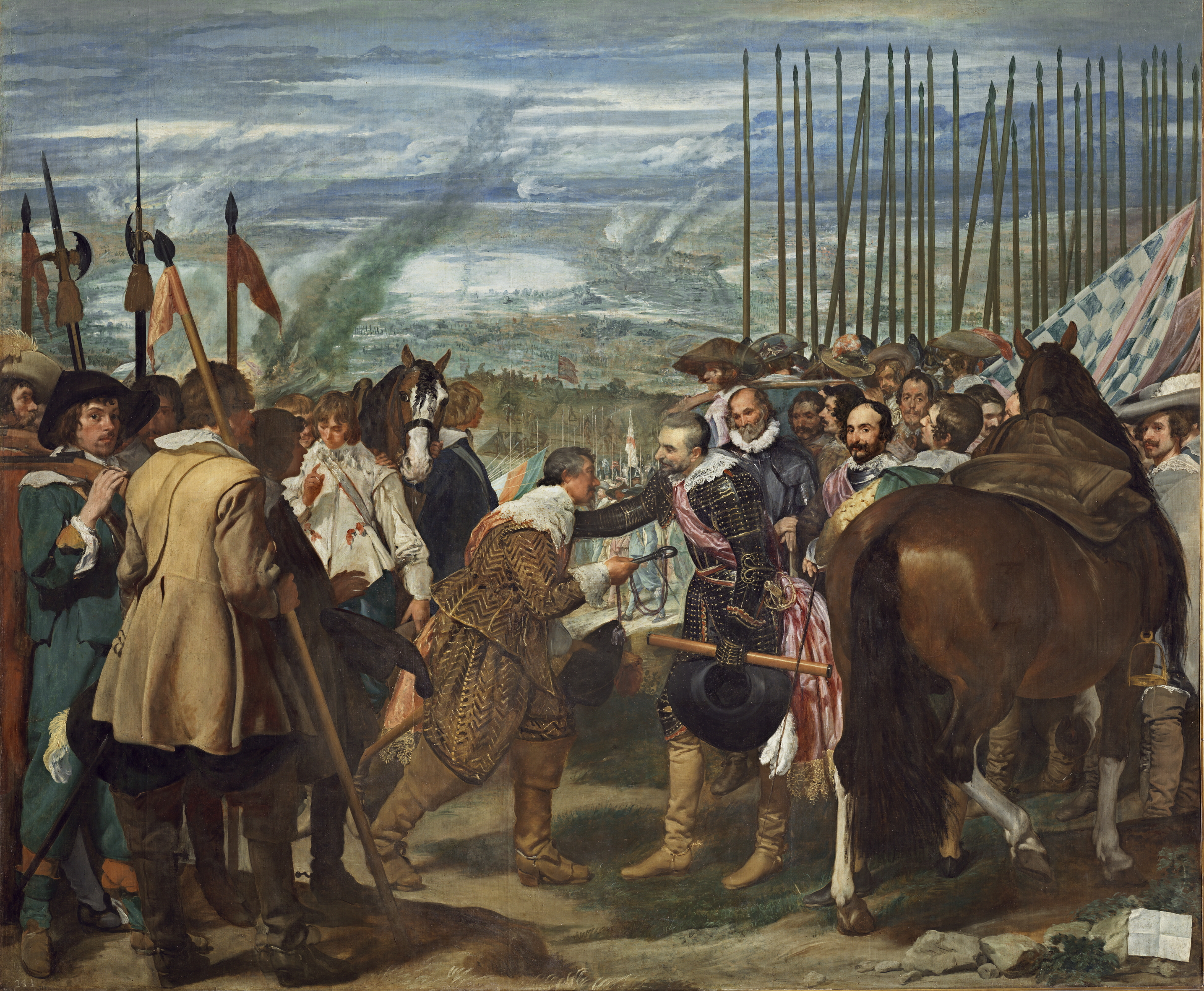
De overgave van Breda (Las Lanzas), 1634/35, Olieverf op doek, Museo del Prado, Madrid

Breda heeft een lange geschiedenis en is al eeuwenlang gerelateerd aan het huis Nassau en daarmee ook aan het Koninklijk Huis van Nederland. Tot 1795 was Breda deel en hoofdstad van de baronie Breda. De baron was tevens graaf van Nassau.

## Overzicht

### Jaartallen
Belangrijke jaartallen in de geschiedenis van Breda zijn:
- 1125: Eerste vermelding van de naam Breda in een oorkonde die een schenking aan de abdij van Affligem betreft en waar Arnulfus (Arnulf) en Ingelbertus (Engelbrecht) van Breda als getuigen optreden.[1]
- 1252: Breda koopt van de heer Hendrik IV van Schoten privileges. Deze handeling wordt door Breda beschouwd als het verkrijgen van stadsrechten. Anderen zijn de mening toegedaan dat Breda reeds eerder stadsrechten had. Een oorkonde daaromtrent ontbreekt echter.
- 1353 - 1378 Jan II van Polanen, heer van Breda
- 1378 - 1394 Jan III van Polanen, heer van Breda
- 1403: Baronie van Breda in handen van het huis Nassau door het huwelijk van Engelbrecht I met Johanna van Polanen.
- 1504 - 1538 Hendrik III van Nassau-Breda van Nassau, heer van Breda
- 1534 - grote stadsbrand in Breda.
- 1544 - 1567 Willem I van Oranje, heer van Breda
- 1567 - 1576 Breda onteigend, en in 1576 weer teruggegeven in het kader van de Pacificatie van Gent
- 1577 Beleg door Filips van Hohenlohe-Neuenstein
- 1576 - 1581 Willem van Oranje opnieuw heer van Breda
- 1581 Willem van Oranje vogelvrij verklaard, waarop Breda door de Spanjaarden werd veroverd door Claudius van Berlaymont, heer van Haultepenne/Houtepen: de furie van Houtepen
- 1581 - 1590 Spaanse bezetting
- 1590: Breda heroverd op de Spanjaarden door de list met het Turfschip van Breda door Maurits van Oranje
- 1624/1625: Beleg door Ambrogio Spinola
- 1637: Breda heroverd door de Republiek onder leiding van Frederik Hendrik van Oranje
- 1646: Opening van de Illustere school en Collegium Auriacum (Breda)
- 1667: De Vrede van Breda, het in Breda gesloten verdrag ter beëindiging van de Tweede Engels-Nederlandse Oorlog.
- 1793: Beleg door Charles-François Dumouriez
- 1813: De Franse bezetting van Breda vlucht als Kozakken in de buurt verschijnen. De stad wordt bezet door Russische en Pruisische troepen. Een Frans leger onder leiding van François Roguet en Charles Lefebvre-Desnouettes komt terug om de stad weer te veroveren maar wordt teruggeslagen tijdens het Beleg van Breda, mede met hulp van Nederlandse troepen (o.a. Regiment van Phaff) en de burgerbevolking.
- 1940 12 mei: Breda ingenomen door nazi-Duitsers; bevolking wordt geëvacueerd (Vlucht uit Breda) maar keert binnen enkele weken later terug
- 1940 17 mei: 51 evacué(e)s komen om bij bombardement in Sint-Niklaas
- 1942 8 augustus: Joden moeten zich van bezetters registreren; deportaties beginnen en zijn in december voltooid
- 1944 13 oktober,  Duivelsbruglaan 42, bombardement door Typhoons van de RAF, 25 doden
- 1944 29 oktober: bevrijding van de stad door Poolse soldaten onder generaal Maczek; in hele oorlog ruim 500 Bredase burgers gestorven

In de tweede helft van de 19e eeuw begint voor Breda een bloeiperiode van de handel en de nijverheid.

## Middeleeuwen

### Nederzetting en burcht

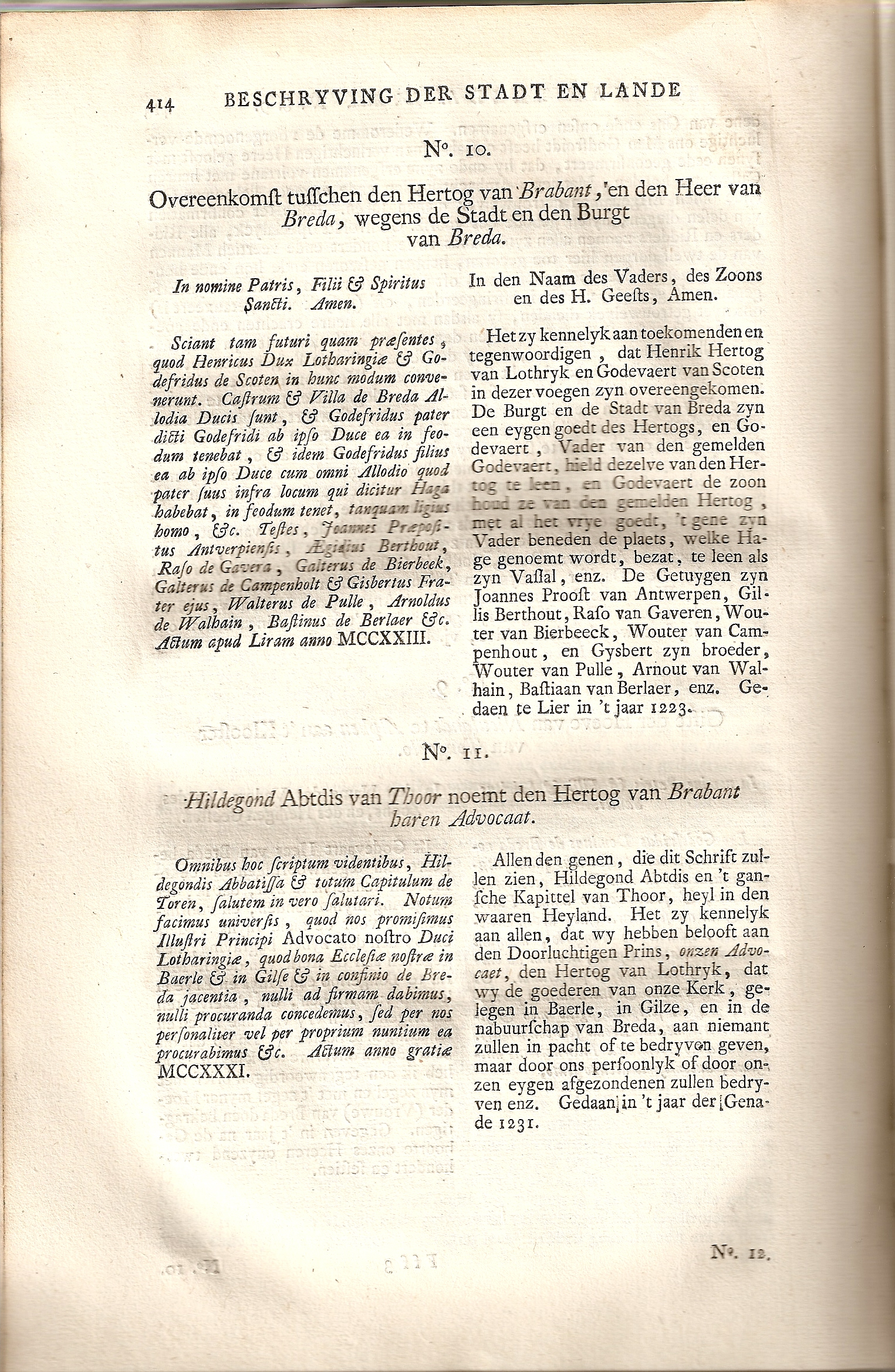
Overeenkomst

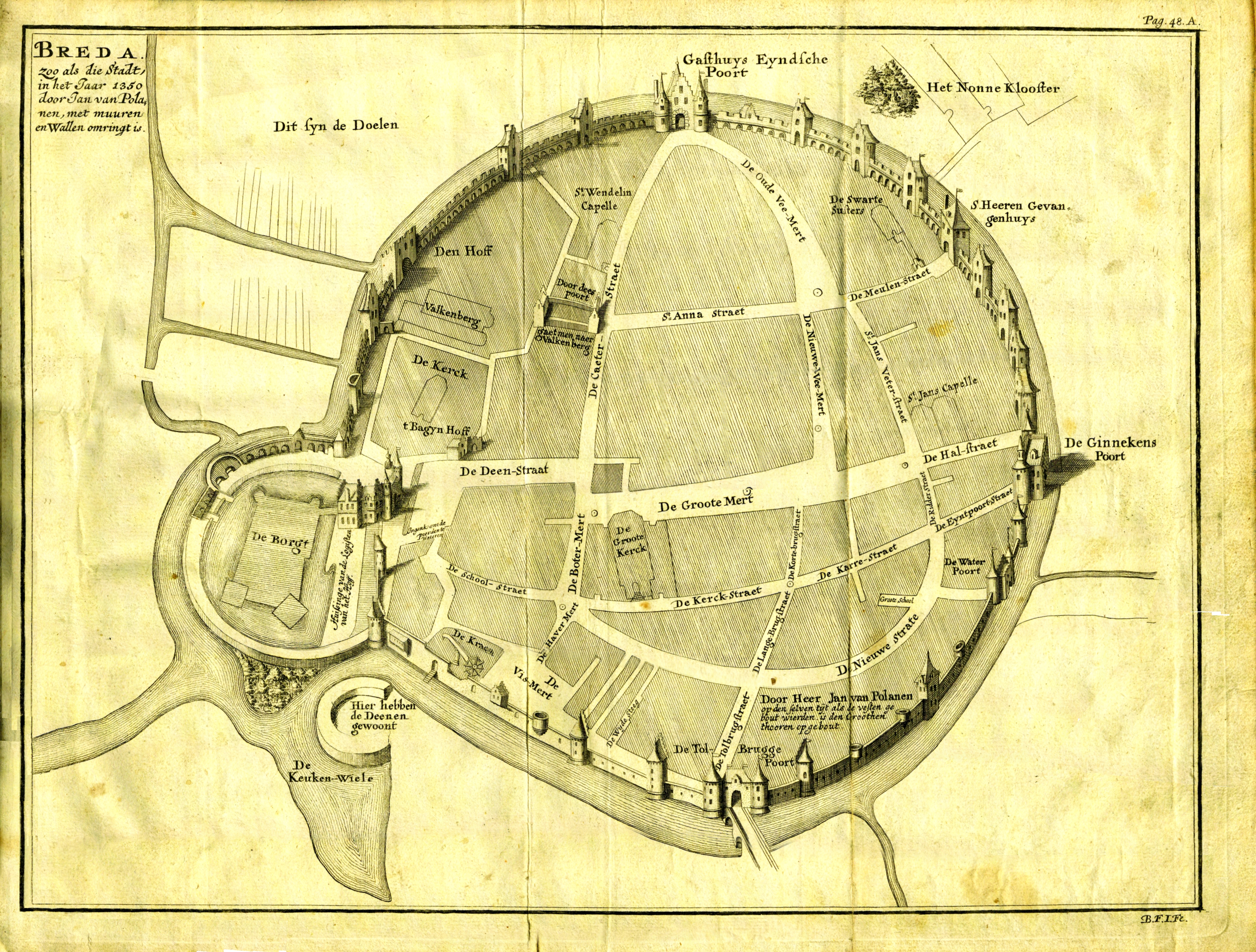
Breda 1350 bevestigd met muren en wallen

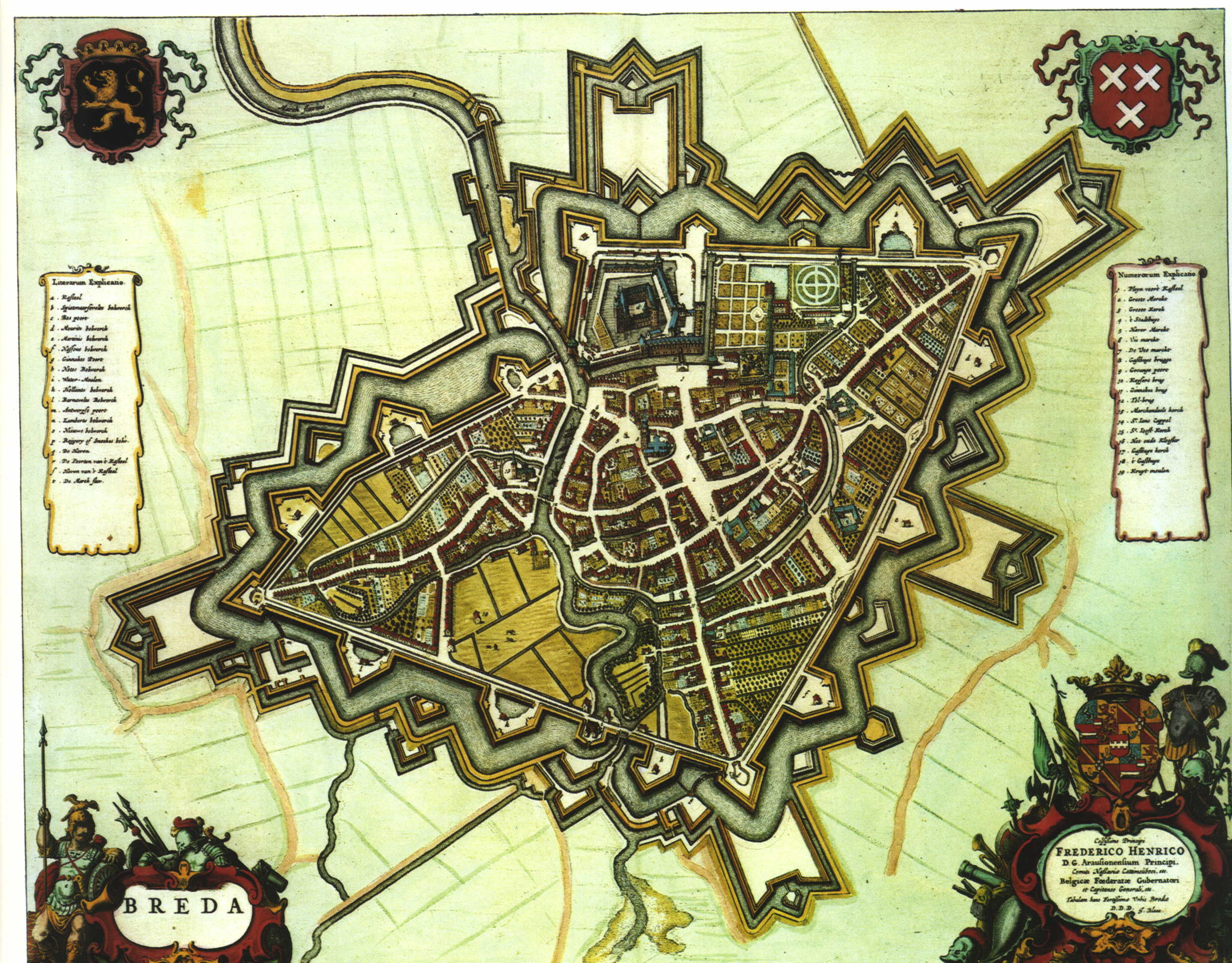
Breda in 1653 volgens Willem en Joan Blaeu

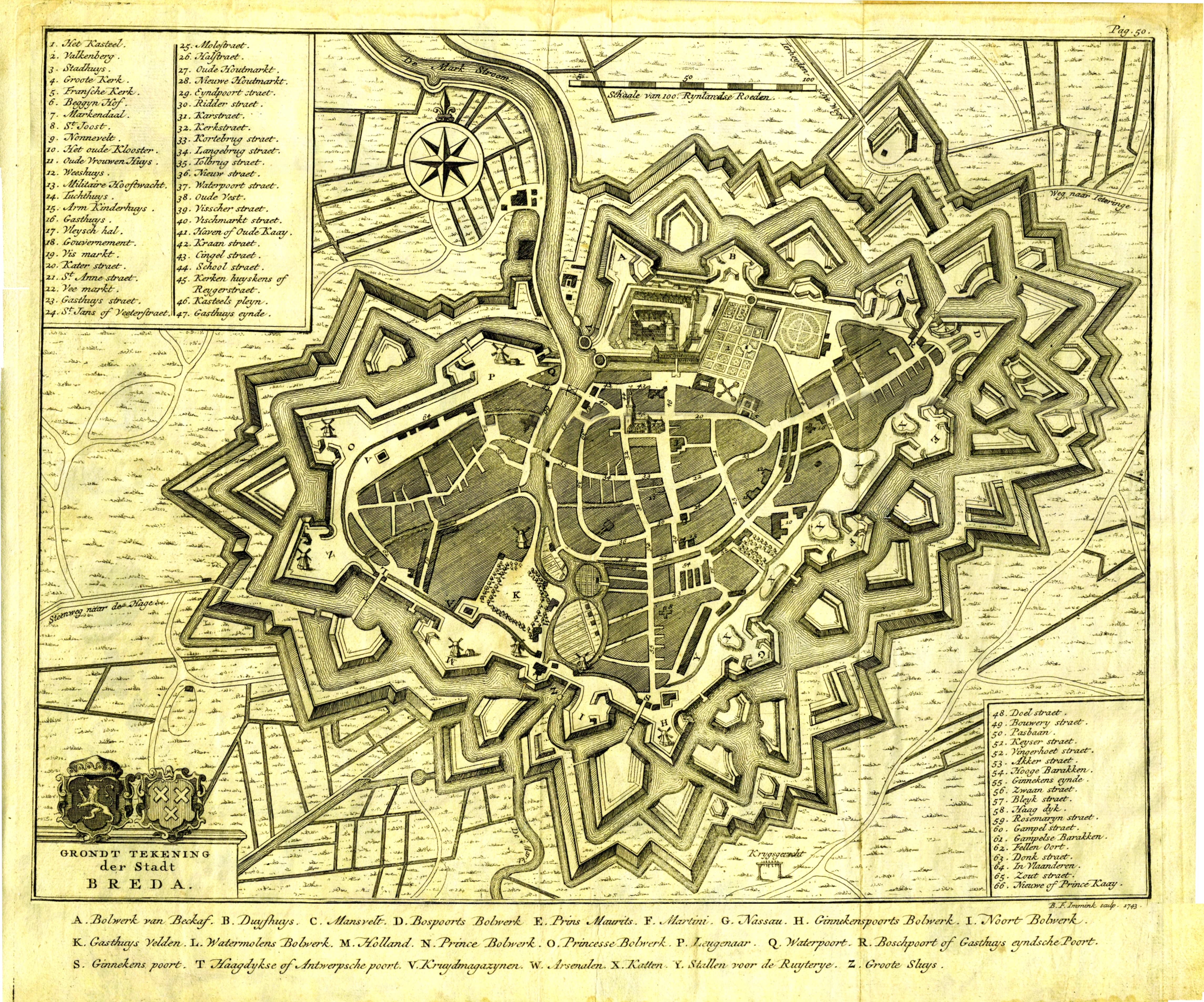
Breda 1743,gegraveerd door B.F. Immink

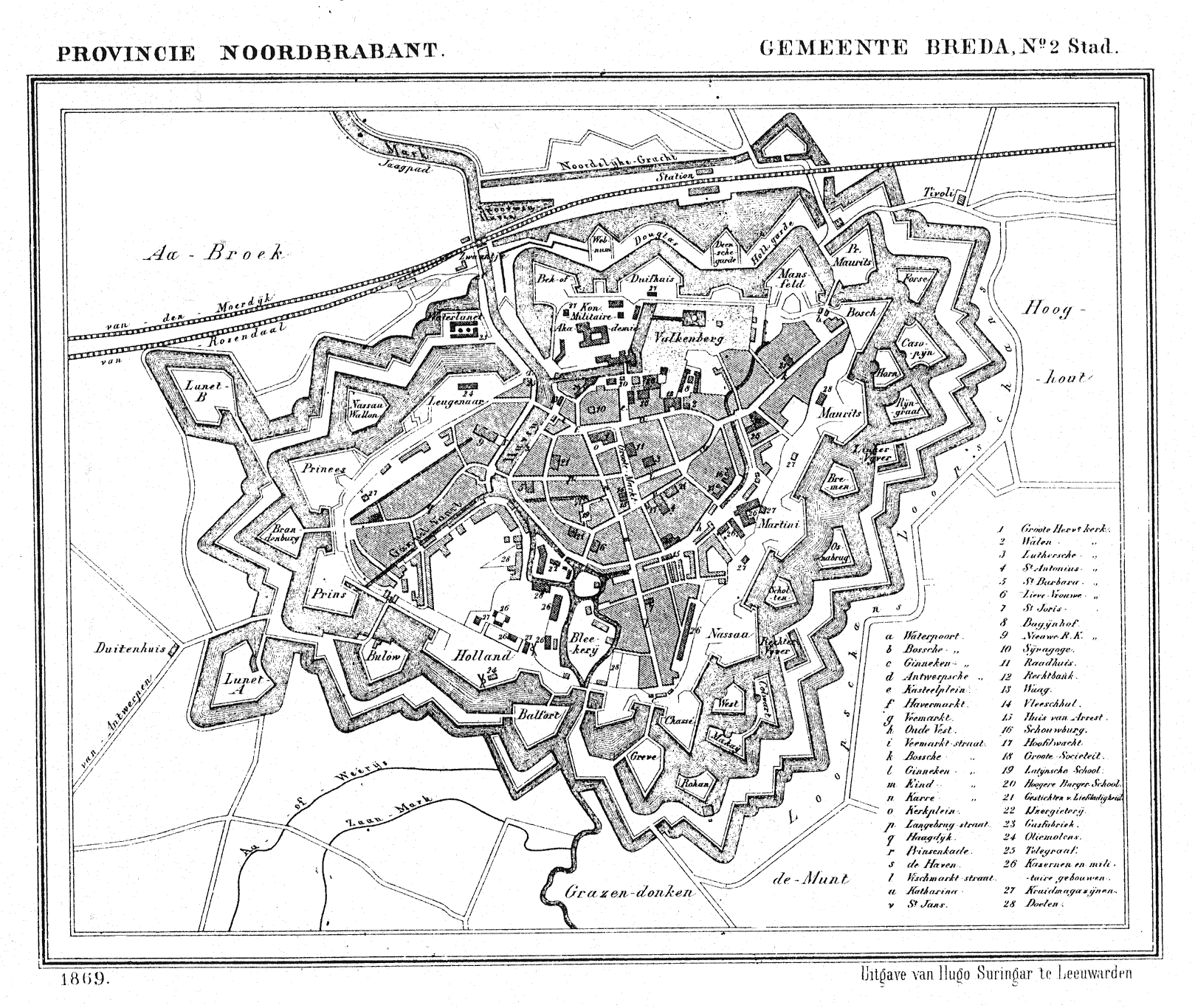
Breda 1869

Nadat er in 1125 melding is gemaakt van een nederzetting wordt er in de 12e eeuw aan de rechteroever van de Mark bij deze nederzetting een burcht, het Kasteel van Breda, gebouwd. De locatie was ongeveer halverwege Brabant en Holland. De nederzetting lag op een uitloper van uitgestrekte zandgronden. Op deze zandgronden waren reeds andere steden, zoals Bergen op Zoom, tot bloei gekomen. Ook lagen bij deze nederzetting verschillende kruispunten van wegen die van het noorden naar het zuiden gingen en van oost naar west. De nederzetting werd omwald en tijdens de Nederlandse Opstand enorm uitgebreid.Lunet B is het enige overgebleven stuk van dit in de 16e en 17e eeuw uitgebreide en verbeterde verdedigingswerk.
De burcht die bij deze nederzetting is gebouwd, moest de scheepvaart op de Mark controleren en werd spoedig bewoond door de Heren van Breda. In 1198 wordt voor het eerst melding gemaakt van het Castellum van Breda. De natuurlijke verbreding op de plaats waar de Mark en de Aa samenvloeiden, was ideaal voor een aanleghaven. Hiermee hangt ook de naam van Breda samen.
 Andere historici vinden een dergelijke interpretatie een renaissancistische verdichting en wijzen op een mogelijk pre-germaanse oorsprong. 

De rivier de Mark begint als een nietig stroompje bij Merksplas in België. Pas vanaf Breda, waar zij samenvloeit met de Aa wordt zij een ongeveer twintig meter brede, diepe stroom. Het dal waar de rivier in stroomt, is echter enkele honderden meters breed. Het dal kon gemakkelijk onder water lopen, zeker als het vloed was. De Mark stond immers in open verbinding met de zee. Eeuwenlang bestond er een sterke getijdenwerking die zelfs tot in Hoogstraten merkbaar was. In de Bredase haven bedroeg het verschil ongeveer zestig centimeter..

### Een eigen bestuur
Omdat er vroeg in de 12e eeuw melding gemaakt wordt van een nederzetting met de naam Breda, mag aangenomen worden, dat de stad dus niet gesticht is, zoals dat het geval was met 's-Hertogenbosch in 1185. Deze stad werd door de hertog van Brabant gesticht om de noordgrens ten opzichte van het hertogdom Gelre te markeren en verdedigen. Tevens is bekend dat in 1116 de naam Breda voor het eerst wordt gebruikt als familienaam. Men mag aannemen dat het verkrijgen van stadsrechten een opwaardering is van de nederzetting.
De koop van de privileges van de heer Hendrik IV van Schoten in 1252 wordt beschouwd als de handeling waardoor Breda stadsrechten heeft verkregen. Anderen zijn de mening toegedaan dat Breda reeds eerder stadsrechten had. Een oorkonde daaromtrent ontbreekt echter. De mogelijkheid wordt geopperd, dat Breda kort na 1200 stadsrechten kreeg, toen Breda omwald werd met palissaden voorzien van stenen poorten.
In een overeenkomst tussen de hertog van Brabant en de heer van Breda uit 1223 wordt in een Nederlandse vertaling gesproken over: “De Burgt en Stadt van Breda”, de (oorspronkelijke) Latijnse tekst luidt echter: "Castrum & Villa", dat juist vertaald burcht & boerderij, gehucht of dorp betekent. Voor burcht & stad zou de Latijnse aanduiding immers "Castrum & Civitas" zijn geweest.
Op basis hiervan lijkt het aannemelijk dat Breda eerst na 1223 stadsrechten heeft verkregen, waardoor ook het jaar 1252 weer in aanmerking komt.
Het gevolg van het verkrijgen van stadsrechten was dat de horigen stadse vrijheid kregen. Ze waren geen eigendom meer van de heer van Breda en vielen onder het stadsrecht. Breda moest hierdoor ook een nieuw rechtscollege vormen. Zo'n rechtscollege werd in deze periode de schepenbank genoemd. Dit woord is afgeleid van het Middelnederlands woord sceppen, wat scheppen betekent; een schepenbank schept namelijk recht. Het stadsbestuur was verantwoordelijk voor de rechtspraak en de uitvoering ervan. Het idee van Charles Montesquieu om de wetgevende, rechtsprekende en uitvoerende macht van elkaar te scheiden, werd pas vijf eeuwen later bedacht.
Het verkrijgen van de stadsrechten was waarschijnlijk het gevolg van een burcht aan de oever van de Mark. Deze burcht werd Castellum van Breda genoemd. Bij deze burcht was er een nederzetting met een kerk, die vermoedelijk van tufsteen was gebouwd. Deze kerk stond op de plaats waar nu de Grote of Onze-Lieve-Vrouwekerk staat. Rond deze nederzetting had men een aarden wal opgeworpen met daarom heen een gracht. De gewonnen aarde ten behoeve van de gracht, werd gebruikt voor de omwalling. Deze omwalling was waarschijnlijk de aanleiding van Godfried II van Schoten om Breda op te waarderen en stadsrechten te verlenen. Uit archeologisch onderzoek tussen 1976 en 1983 is gebleken dat deze omwalling dateert van tussen 1198 en 1212.

## Binnenstad
De omwalling had de vorm van een hoefijzer. De opening daarvan lag in het westen bij de rivier. De aan wal gebrachte goederen werden binnen de omwalling verkocht. Over het algemeen stimuleerde de omwalling van een stad de handel, zo ook in Breda. Vanuit de wijde omtrek trokken mensen naar Breda om daar hun handel te drijven. Breda, liggende in het kwartier van Antwerpen, trok natuurlijk ook handelaren uit Antwerpen naar Breda.
In het begin van de 14e eeuw rond 1333 wordt Breda ommuurd. Men kan de stad in en uit via drie stadspoorten, de Eindpoort op de kruising Eindstraat-Karnemelkstraat, de Gasthuispoort op het kruispunt van de Veemarktstraat en de Vlasmarkt en de Tolbrugpoort vlak bij de haven op het einde van de Tolbrugstraat. Restanten van de funderingen van de stadsmuur zijn te zien in het Park Valkenberg.
Al snel breidt de stad zich uit buiten de poorten en worden de muren vervangen door vestingwerken.
In de Middeleeuwen is Breda kleine handelsstad van circa 30 hectare. In de 14e eeuw waren er circa 2700 inwoners.
Breda had drie stadspoorten, de Haagpoort of Antwerpse poort en een wapenplein aan het einde van de Nieuwe Huizen, bij de tegenwoordige Fellenoordstraat. De poort is gebouwd in 1682 tussen de bastions Prins en Holland. Er was een brug en dam naar het ravelijn Bülow vanwaar men over een brug op de Straatweg naar Antwerpen kon. De enige versiering was een sluitsteen met een leeuwenkop, die zich bevindt in het Breda's Museum.
De tweede stadspoort was de Ginnekenpoort die zich bevond tussen de bastions Noord en Chassé, waarop de molen De Vier Winden stond, die in 1912 is afgebroken. Links van de poort was het molenaarshuis. In zuidelijke richting was er een dam naar de Ginnekenpoort die uitkwam op het ravelijn Greve en vandaar sloot de weg aan op de Straatweg naar Ginneken. De Ginnekenpoort is gesloopt tussen 4 maart en 11 april 1870.
De derde stadspoort was de Boschpoort, gebouwd in 1774 was gelegen op de kop van de Boschstraat met een wapenplein. De Boschpoort lag tussen de bastions 's Bosch en Mansfeld. Voor de poort was het ravelijn Prins Maurits. Buiten de poort splitste de weg zich in linksaf naar Terheijden en Moerdijk en rechtdoor naar 's-Hertogenbosch en Oosterhout. De Boschpoort had het wapen van de stad. Op het fronton aan de buitenzijde was het wapen van Prins Willem V.

## Heren van Breda

### Van Polanen
In 1339 werd Jan I van Polanen pandheer van Breda, samen met zijn zoon Jan II. Zij kregen daarmee Breda in onderpand. Het vruchtgebruik werd gegeven aan een Hollandse neef: Willem van Duivenvoorde. In 1350 kocht Jan II de hoge heerlijkheid van de hertog van Brabant. Door zijn steun aan de Hoeken verspeelde hij zijn bezittingen in Holland, zodat hij zich na de dood van Van Duivenvoorde in 1353 helemaal op Breda terugtrok.
Door vererving gingen zijn bezittingen over op zijn zoon, Jan III.

### Van Nassau
De enige dochter van Jan III, Johanna, trouwde in 1403 met graaf 
Engelbrecht I van Nassau-Dillenburg (van Siegen).
Door dit huwelijk kwamen de Nassaus in het bezit van de Baronie van Breda en werden zij vooraanstaande edelen in het hertogdom Brabant. Dit legde de basis voor hun rol in de Nederlandse geschiedenis. In de 
titels van de koning der Nederlanden is dit  nog zichtbaar, zo is hij onder andere baron van Breda.
Engelbrecht I van Nassau ligt begraven in het Praalgraf van Engelbrecht I van Nassau in de Grote- of Onze Lieve Vrouwekerk aan de Grote Markt in Breda.

De prins van Oranje, Frederik Hendrik, stichtte in 1646 een Illustere school in Breda, die de naam College van Oranje kreeg.

## Militair verleden
Breda was een vestingstad. Er waren zes kazernes in Breda. De Koninklijke Militaire Academie is nog steeds in Breda gevestigd. Militair commandant van Breda tijdens de napoleontische oorlogen en de Belgische Opstand was generaal-majoor Johannes Vertholen; hij was dat gedurende 26 jaar. Opperbevelhebber van de vestingstad in die tijd was generaal Jan Ernst Wildeman; toen deze overleed (in 1833) werd de functie tijdelijk waargenomen door Vertholen totdat de nieuwe opperbevelhebber, generaal David Hendrik Chassé, gearriveerd was.
In 1869 werd besloten de stadspoorten af te breken.

## Tweede Wereldoorlog
In het begin van de oorlog kwam er nog een Franse troepenmacht uit België naar Breda, maar bereikte de stad niet. De nazi-Duitse bezetters maakten gebruik van het grote aantal militaire bouwwerken in de stad om onder meer militairen van de snel uitbreidende Fliegerhorst Gilze-Rijen te huisvesten, onder hen enkele tientallen 'Luftwaffehelferinnen', ook wel bekend als 'Blitzmädel', die werkten bij de verbindingsdiensten.
Breda lag pal op de luchtroute van Engeland naar Duitsland en vlak bij vliegveld Gilze-Rijen en kreeg daardoor regelmatig te maken met luchtaanvallen of bombardementen, die enkele honderden inwoners het leven kostten.

### De Vlucht uit Breda
In 1939 had burgemeester Van Slobbe reeds een evacuatieplan opgesteld voor de stad Breda. Op 13 mei 1940, kort na de inval van de Duitsers in Nederland, zou vanwege de naderende positie van Duitse en Franse militairen het plan in uitvoering gebracht worden. Vanwege berichten van Franse militairen werd het plan echter een dag eerder, op zondagochtend 12 mei 1940, in werking gesteld. 

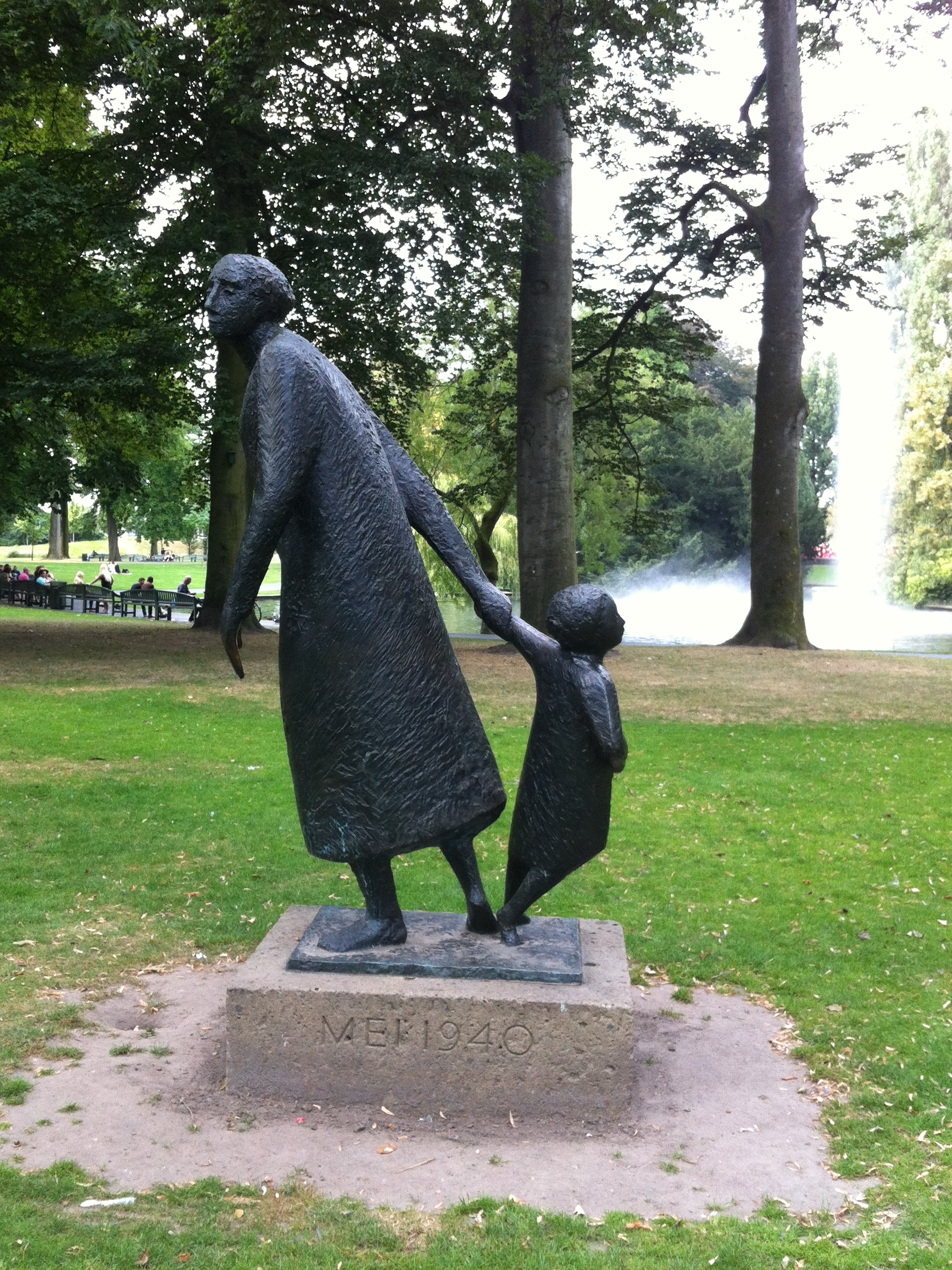
De Vlucht Breda, Valkenberg

De 50.000 inwoners van Breda werden verdeeld over twee colonnes van 25.000 personen. De ene colonne ging te voet, met karren en op de fiets via Rijsbergen naar Zundert en Achtmaal. Deze colonne raakte onderweg terecht op de route waar vuurgevechten plaatsvonden tussen het Franse en Duitse leger. Bij deze beschietingen kwamen veertig mensen om te leven. Na enkele dagen kon deze colonne terugkeren naar Breda.
De tweede colonne ging via Hoogstraten richting Antwerpen. Eenmaal aangekomen in Antwerpen werden vluchtelingen gevraagd vanwege de grote toestroom van Nederlandse en Belgische vluchtelingen en de hevige gevechten rond Antwerpen door te reizen naar Sint-Niklaas, Gent, Brugge en Zeeuws-Vlaanderen. Op 17 mei 1940 werd de Belgische gemeente Sint-Niklaas gebombardeerd. Bij dit bombardement kwamen 51 Bredase vluchtelingen en tientallen Belgen om het leven. De overlevenden van dit bombardement werden enkele dagen later, na de bezetting van Sint-Niklaas door de Duitsers, met bussen terug naar Breda gebracht.
Enkele vluchtelingen waren tot in Frankrijk en het noorden van Spanje geraakt. Ongeveer 2000 Bredase vluchtelingen werden vanuit België, Frankrijk en Spanje gerepatrieerd. Op 10 februari 1941 kwamen de laatste vluchtelingen aan in Breda. In totaal zijn er tijdens de Vlucht uit Breda 104 mensen omgekomen. In 1955 werd ter herinnering aan de slachtoffers een beeld onthuld, genaamd De Vlucht. Sinds 1999 staat deze in het Valkenbergerpark.

### Jodenvervolging
Op 8 augustus 1942 moesten de Joodse inwoners van Breda zich laten registreren. In december 1942 volgde deportatie van de meeste Joodse inwoners van Breda. In totaal kwamen 118 Bredase Joden om uit een Joodse gemeenschap van ongeveer 150 mensen, Een minderheid dook onder en overleefde de oorlog. In de omgeving van Breda doken tijdens de oorlog ongeveer 80 Joden onder, met steun van het verzet en overleefden. De NSB vernielde delen van de synagoge, een deel van het interieur werd geroofd. Op 8 april 2011 werd een monument voor de gedeporteerde Joden onthuld.

### Bevrijding
Breda werd op 29 oktober 1944 bevrijd door de Poolse 1e Pantserdivisie. In de stad ligt een Poolse militaire begraafplaats, voor soldaten die sneuvelden bij de bevrijding van Nederland. Als militair commandant werd bij de bevrijding luitenant-kolonel Dirk van Boetzelaer aangesteld.
De Tweede Wereldoorlog heeft nog een lange nasleep gehad in Breda door de Vier van Breda die gevangen werden gehouden in de gevangenis van Breda.  Deze discussie maakte jarenlang heftige gevoelens los bij voor- en tegenstanders van vrijlating, waarbij minister van justitie Dries van Agt een grote rol speelde als voorstander.
Generaal Stanisław Maczek overleed in Edinburgh werd na zijn dood op 11 december 1994 begraven op de Poolse militaire begraafplaats in Breda. Het nabijgelegen Maczek Memorial Breda werd naar hem vernoemd.

## Heden
Na de Tweede Wereldoorlog breidde Breda nog sterk verder uit. Er werden grote nieuwe wijken gebouwd zoals Breda Noord met de Haagse Beemden. Met Kerstmis 1955 werd het inwonertal van 100.000 bereikt. In toenemende mate verzorgt Breda een regiofunctie voor de omliggende gemeenten. Breda is een bekende winkel- en uitgaansstad met diverse historische gebouwen. Er zijn diverse onderwijsinstellingen zoals NHTV internationaal hoger onderwijs Breda. Breda is een dienstverlenende stad met een gunstige ligging. Vooral als in 2012 de HSL-Zuid via Breda gaat rijden, gepresenteerd in plan Via Breda, zal Breda een steeds meer internationaal karakter krijgen.
In 1952 en 2002 had Breda respectievelijk 700 en 750 jaar stadsrechten. Dit werd beide malen uitgebreid gevierd.
Op 30 juni en 1 juli 2007 vond de officiële opening plaats van de Haven (Breda). Het water bij het Spanjaardsgat was toen doorgetrokken tot verder stadsinwaarts. In december 2008 werd het plan afgerond en was het water weer terug in de stad met het doortrekken van de Mark in het centrum.
Breda wilde zich vanaf 2009 meer gaan profileren als Nassau-stad met zijn historische verbondenheid met het Huis Nassau en het Koninklijk Huis. Op 8 oktober 2009 won Breda de tweejaarlijkse verkiezing van de beste binnenstad van Nederland. De stad was samen met Den Haag en Maastricht genomineerd voor deze titel in de categorie grote steden. De steden werden beoordeeld op bereikbaarheid, horeca en leefklimaat. Arnhem won de titel bij de vorige binnenstadverkiezing in 2007.
De stad werkt momenteel aan het grote project Via Breda, het herinrichten van het gebied rond het Station Breda met de nieuwe Openbaar Vervoer Terminal Breda en de omliggende wijken, met name het Stationskwartier.
Andere toekomstige projecten vanaf 2012 zijn onder meer de Bavelse Berg en het Stadionkwartier met de uitbreiding van het Rat Verlegh Stadion van NAC Breda. Ook wordt onder meer in de binnenstad het winkelbestand uitgebreid met het project Achter de Lange Stallen. Voorts wordt het Dr. Struyckenplein in de wijk de Heuvel opnieuw ingericht en wordt de bouw van de nieuwe wijk de Waterdonken voltooid.

## Het Haagje van het Zuiden
'Haagje van het Zuiden' is een bekende bijnaam van de stad Breda. Toch zijn de betekenis en de herkomst van deze naam niet onmiddellijk duidelijk. Een veel gehoorde opvatting is, dat het een verwijzing inhoudt naar de hofstad Den Haag, waarbij deze stad als een bepaald archetype fungeert, maar ook dan is de betekenis niet geheel eenduidig.
Volgens sommigen houdt de bijnaam verband met welstand en deftigheid. Aan het eind van de negentiende eeuw vestigden zich veel gepensioneerde militairen uit Nederlands-Indië in Breda, zoals ook in steden als Arnhem en Nijmegen. Tussen 1840 en 1923 verrezen er in Breda en omgeving veel nieuwe villa's, die de oude garnizoensstad nieuwe luister verschaften. Een speciale reden om Breda als vestigingsplaats te kiezen was de zeer aantrekkelijke bosrijke omgeving van deze historische stad. Alleen al om die reden zou de stad de erenaam 'Haagje van het Zuiden' kunnen verdienen.
Maar Breda is ook een Oranjestad, het is zelfs de thuisbasis van de Nederlandse tak van het huis Nassau, het voorgeslacht van het Nederlands koninklijk huis. De verwijzing naar de hofstad zou ook om die reden zin hebben. Tot de allure van Breda wordt zeer bijgedragen door de aanwezigheid van twee kastelen. Het Kasteel van Breda, in de middeleeuwen het hof van de grafelijke familie van Nassau (van 1403 tot 1538), was van 1538 tot 1795 een erfgoed van de Prinsen van Oranje-Nassau. Sinds 1828 is dit belangrijke goed het domicilie van de Koninklijke Militaire Academie, waarmee het zijn hoge status heeft behouden.
Daarnaast kan Breda bogen op het elegante Kasteel Bouvigne, jachtslot van de Oranjes, even onder Ginneken bij het fraaie Mastbos gelegen. Van 1614 tot 1775 was ook dit kasteel een bezit van de prinsen van Oranje-Nassau. Het Mastbos is het een na oudste cultuurbos van Nederland en het werd omstreeks 1515 aangelegd in opdracht van graaf Hendrik III van Nassau. Het had dus met recht ook wel 'des Graven Hage' genoemd kunnen worden. Het naamdeel -hage staat in plaatsnamen voor bos, zoals bij 's-Gravenhage. De bosrijke omgeving van Breda is zo hoe dan ook in de bijnaam aanwezig.
Vermeldenswaard is voorts een meer specifiek toponymische verklaring. Bij Breda lag het dorp De Hage, lokaal nog steeds het Haagje genoemd. Vanaf circa 1750 wordt dit dorp aangeduid als Princenhage, om het te onderscheiden van de hofstad. Thans is Princenhage een stadsdeel van Breda, maar het historisch hart daarvan wordt nog steeds als 'het Haagje' ('t Aogje) aangeduid. Bekende Bredase straten als de Haagdijk en de Haagweg en de stadswijk Haagpoort verwijzen er ook nog naar, evenals een grote nieuwbouwwijk aan de noordwestzijde van Breda, de Haagse Beemden. Echte Princenhagenaars claimen dat niet zozeer Breda, als wel Princenhage vanouds het Haagje van het Zuiden was.